# Agostino Coletto
Agostino Coletto (* 14. August 1927 in Avigliana; † 1. Juni 2016 in Pino Torinse) war ein italienischer Radrennfahrer.

## Sportliche Laufbahn
Coletto war im Straßenradsport aktiv. Als Amateur gewann er 1951 Turin–Mondovi. Von 1952 bis 1961 war er Unabhängiger und Berufsfahrer. Er gewann das Eintagesrennen Mailand–Turin 1954 und 1958. Im Gran Premio Ciclomotoristico delle Nazioni war er 1954 und 1955 erfolgreich. 1954 wurde er hinter Pasquale Fornara Zweiter in der Tour de Suisse, 1956 Dritter im Giro d’Italia. In den Rennen der Monumente des Radsports war der 5. Platz in der Lombardei-Rundfahrt 1953 sein bestes Resultat.
Coletto bestritt elf Grand Tours und dreiundzwanzigmal Rennen der Monumente des Radsports.

## Grand-Tour-Platzierungen
| Grand Tour            | 1953 | 1954 | 1955 | 1956 | 1957 | 1958 | 1959 | 1960 | 1961 |
| --------------------- | ---- | ---- | ---- | ---- | ---- | ---- | ---- | ---- | ---- |
| Vuelta a EspañaVuelta | –    | –    | –    | –    | –    | –    | –    | –    | –    |
| Giro d’ItaliaGiro     | 20   | 11   | 5    | 3    | DNF  | 21   | 35   | 10   | 14   |
| Tour de FranceTour    | –    | –    | 12   | 27   | –    | –    | –    | –    | –    |